# Puscifer
Puscifer – side-project Maynarda Jamesa Keenana znanego z formacji Tool i A Perfect Circle. Na projekt składa się zespół industrialowy założony w 2003, linia odzieżowa, kosmetyki, produkty spożywcze, akcesoria erotyczne, blogi oraz strona internetowa.

## Historia
Puscifer pierwotnie nazywał się Umlaut, „pierwszy zespół grający improwizowany hardcore.” Nazwa Puscifer ujrzała światło dzienne jako fikcyjny zespół w pierwszym programie Mr.Show, zaliczając Keenana i Jonesa jako członków. Adam nie jest związany z Puscifer, jednak jego prace zamieszczane są na produktach zespołu (na przykład koszulka „Your Mom's a Bitch”).
Puscifer jest „tak samo linią odzieżową jak zespołem muzycznym”, z ubraniami produkowanymi w limitowanych seriach. Maynard współpracował z Paulem Frankiem nad produkcją skórzanych kurtek.
Maynard James Keenan opisał Puscifer jako „plac zabaw dla głosów w mojej głowie”, „miejsce bez jasnych bądź określonych celów” i „gdzie moje Id, Ego i Anima schodzą się razem i wymieniają przepisami na ciasteczka.”
Puscifer nie planuje obecnie koncertowania, jednak Keenan pracuje nad krótkimi filmami z Ford Englerthem i Jeffrey Brooksem z Red Rock Entertainment Development, które powinny pojawić się na występach na żywo. Te krótkie filmiki są w stylu programów z Mr. Show i Tom Waits' Big Time.
10 kwietnia 2007, Keenan napisał na oficjalnej stronie projektu, że płyta ma zostać wydana w połowie października. Inny wpis z 25 czerwca mówił o tym, że Joe Barresi zmiksował pierwszą piosenkę, która będzie miała teledysk, oraz alternatywną wersję „Cuntry Boner”, która zostanie wydana jako singiel z bonusowymi utworami. Resztę utworów zmiksują Keenan i Alan Moulder w sierpniu.
W czerwcu Maynard poinformował, że oficjalna data wydania albumu to 30 października i płyta nazywać się będzie V is for Vagina. 9 sierpnia, Keenan napisał, że pierwszym singlem będzie utwór „Queen B” z teledyskiem. Pojawił się on 1 października na podcaście na puscifer.com. Po tym nastąpiło wydanie „Trekka” w ten sam sposób, 7 października.

## Skład
Maynard James Keenan powiedział, że w skład projektu wchodzą: „Maynard James Keenan i otwarte drzwi dla utalentowanych ludzi. Aktualna lista współpracowników: Renholdër (Danny Lohner), Milla Jovovich, Lisa Germano, Josh Eustis, i więcej...”. Keenan pracował nad materiałem dla Puscifer wraz ze znanymi osobistościami takimi jak Lustmord, Jonny Polonski, Tim Alexander, Tim Commerford, Trent Reznor, Brad Wilk, Ainjel Emme, Josh Eustis z Black Light Burns i Telefon Tel Aviv, Gil Sharone, oraz Trey Gunn.

## Dyskografia
Albumy
| „V” is for Vagina                       | - Data: 30 października 2007 - Wydawca: Puscifer Entertainment | 25 | 27 | 22 | - USA: 27 tys.+ |
| Conditions of My Parole                 | - Data: 18 października 2011 - Wydawca: Puscifer Entertainment | 27 | —  | —  | - USA: 20 tys.+ |
| Money Shot                              | - Data: 30 października 2015 - Wydawca: Puscifer Entertainment | 30 | —  | —  | - USA: 24 tys.+ |
| Existential Reckoning                   | - Data: 30 października 2020 - Wydawca: Puscifer Entertainment | —  | —  | —  |                 |
| „–” oznacza, że album nie był notowany. |                                                                |    |    |    |                 |

EP
| Don't Shoot the Messenger                                      | - Data: 9 października 2007 - Wydawca: Puscifer Entertainment | —  |                 |
| „C” is for (Please Insert Sophomoric Genitalia Reference HERE) | - Data: 10 listopada 2009 - Wydawca: Puscifer Entertainment   | —  |                 |
| Donkey Punch the Night                                         | - Data: 19 lutego 2013 - Wydawca: Puscifer Entertainment      | 57 | - USA: 10 tys.+ |
| „–” oznacza, że album nie był notowany.                        |                                                               |    |                 |

Remiks albumy
| Tytuł                                     | Dane dot. albumu                                               |
| ----------------------------------------- | -------------------------------------------------------------- |
| „V” Is for Viagra. The Remixes            | - Data: 29 kwietnia 2008 - Wydawca: Puscifer Entertainment     |
| „D” Is for Dubby – The Lustmord Dub Mixes | - Data: 17 października 2008 - Wydawca: Puscifer Entertainment |
| Sound into Blood into Wine                | - Data: 7 września 2010 - Wydawca: Puscifer Entertainment      |
| All Re-Mixed Up                           | - Data: 27 sierpnia 2013 - Wydawca: Puscifer Entertainment     |

Albumy koncertowe
| Tytuł                                                           | Dane dot. albumu                                            |
| --------------------------------------------------------------- | ----------------------------------------------------------- |
| Puscifer's 8-Ball Bail Bonds – The Berger Barns Live in Phoenix | - Data: 29 listopada 2013 - Wydawca: Puscifer Entertainment |
| What Is...                                                      | - Data: 26 listopada 2013 - Wydawca: Puscifer Entertainment |